# When a Man Loves (film, 1919)

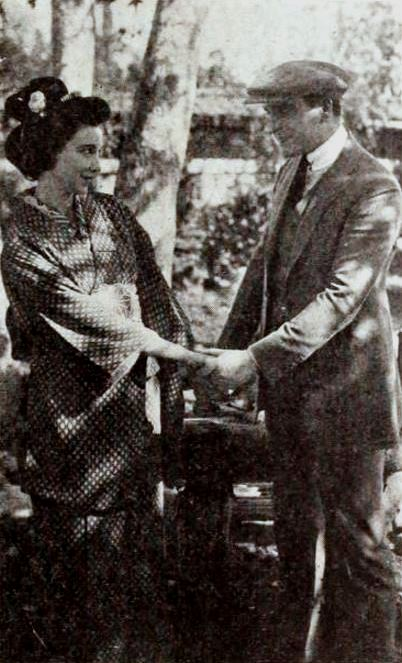
Extrait du film When a Man Loves (1919)

Pour les articles homonymes, voir When a Man Loves.
When a Man Loves est un film américain réalisé par Chester Bennett et sorti en 1919.

## Fiche technique
- Réalisation : Chester Bennett
- Scénario : Richard Schayer, H. H. Van Loan, Florine Williams
- Production : Vitagraph Company of America
- Date de sortie : 5 décembre 1919 ( États-Unis)

## Distribution
- Earle Williams : John Howard Bannister
- Tom Guise : Lord Bannister
- Margaret Loomis : Yuri San
- Edward McWade : Takamura
- Margaret McWade : Yaki
- John Elliott : Sir Robert Eastbourne
- George Hale : Ando Masuki
- Jean Calhoun : Gladys Lees (as Jean Calhoune)
- William Buckley : Martin Bradley
- Lillian Langdon : Lady Balfour
- Ida Darling